# Ivăneștii Noi, Bolgrad
Ivăneștii Noi (în ucraineană Нова Іванівка, transliterat: Nova Ivanivka, în bulgară Иваново, transliterat: Ivanovo) este un sat în comuna Arciz din raionul Bolgrad, regiunea Odesa, Ucraina.

## Demografie
Componența lingvistică a comunei Nova Ivanivka
     Bulgară (88,06%)
     Rusă (5,3%)
     Ucraineană (3,62%)
     Alte limbi (0,94%)
Conform recensământului din 2001, majoritatea populației comunei Ivăneștii Noi era vorbitoare de bulgară (88,06%), existând în minoritate și vorbitori de rusă (5,3%), ucraineană (3,62%) și găgăuză (1,93%).